# Gens Aurunculeya
La gens Aurunculeia fue un conjunto de familias plebeyas de la Antigua Roma cuyos miembros compartían el nomen Aurunculeyo. Ningún Aurunculeyo obtuvo nunca el consulado, aunque el primero que obtuvo la pretura fue Cayo Aurunculeyo en 209 a. C.

## Origen
El nomen Aurunculeyo probablemente deriva del nombre de los auruncos, pueblo rural de Campania, conquistados por los romanos en 314 a. C., durante la segunda guerra samnita. Los Aurunculeyos pueden haber sido de origen aurunco o, quizás menos probablemente, descendientes de los colonizadores que los romanos enviaron a las ciudades de los auruncos a principios de 313 a. C.

## Ramas ycognomina
El único cognomen asociado con los Aurunculeyos es Cota.